# Poligrafo (autore)
Un poligrafo (dal greco πολύς= molto e γράφω= scrivo) è un autore versatile, che scrive su diversi e talora disparati argomenti. Il termine viene attribuito a molti letterati fioriti nella prima metà del XVI secolo, subito dopo l'invenzione della stampa, i quali si guadagnavano da vivere presso un editore con lavori propri o curando, traducendo e spesso plagiando i lavori altrui.

## Autori poligrafi
Come esempi di poligrafi dell'antichità possiamo citare Plutarco, l'autore, oltre che delle biografie raccolte nelle Vite parallele, di circa 80 altre opere, conosciute col nome di Moralia, di argomento e genere vario (retorica, politica, religione, scienza, letteratura, ecc.). Fra i poligrafi rinascimentali possiamo citare il Doni, nella cui imponente produzione letteraria troviamo novelle, opere teatrali, fiabe, biografie, saggi di critica letteraria, repertori bibliografici, saggi sulle arti figurative o sulla musica, epistolari, enciclopedie, ecc. Fra i poligrafi moderni si può citare Carlo Amoretti autore di saggi giuridici, saggi scientifici sui più disparati argomenti, opere di storia, reportage di viaggi, ecc.
Dal punto di vista cronologico, i poligrafi erano molto numerosi nell'antichità, soprattutto nel Medioevo e nel Rinascimento; diventano progressivamente più rari in età moderna e contemporanea, soprattutto a causa dello sviluppo della specializzazione anche in letteratura.

### Antichità
- Linceo di Samo
- Senofonte
- Marco Terenzio Varrone
- Gaio Svetonio Tranquillo

### Medioevo
- Pietro Diacono
- Wauchier de Denain[3]
- Isidoro di Siviglia
- Abu Nuwas
- Michele Psello

### Poligrafi del XVI secolo
- Giuseppe Betussi
- Andrea Calmo
- Luca Contile
- Lodovico Dolce
- Lodovico Domenichi
- Anton Francesco Doni
- Ortensio Lando
- Tommaso Porcacchi
- Pietro l'Aretino
- Girolamo Ruscelli
- Francesco Sansovino
- Francesco Serdonati

### Era moderna
- Johann Christoph Adelung
- Carlo Amoretti
- Restif de la Bretonne
- Jacques Pierre Brissot
- Gatien de Courtilz de Sandras
- Johann Wolfgang von Goethe
- Comenio
- Domenico Maria Manni
- Giovanni Battista Rampoldi
- Francesco Saverio Quadrio

### Epoca contemporanea
- Isaac Asimov
- Jean-Marie-Vincent Audin
- Luigi Costanzo
- Arthur Conan Doyle
- Umberto Eco
- Bernard le Bovier de Fontenelle
- Henry de Graffigny
- Léon Halévy
- Vincent Labaume
- Paul Lacroix
- Peter Levi
- Gustave Le Rouge
- Baccio Maineri
- Marc Monnier
- Simin Palay
- Christian Plume
- Claude Roy
- Ludwig Tieck
- José Leite de Vasconcelos